# Macahyba nordestina
Macahyba nordestina là một loài ruồi trong họ Asilidae. Macahyba nordestina được Carrera miêu tả năm 1947. Loài này phân bố ở vùng Tân nhiệt đới.